# Geotrygon mystacea
La paloma perdiz de Martinica (Geotrygon mystacea) es una especie de ave columbiforme de la familia Columbidae propia de las islas del Caribe.

## Distribución y hábitat
Se la encuentra en Antigua y Barbuda, Dominica, Guadalupe, Martinica, Montserrat, Antillas Neerlandesas, Puerto Rico, Santa Lucia, islas Vírgenes Británicas, y las U.S. Virgin Islands.
Sus hábitats naturales son los bosques tropicales.